# Del rey Ordás y su infamia
Del rey Ordás y su infamia es una obra de teatro, escrita por el dramaturgo español Fernando Fernán Gómez y estrenada en 1983.

## Argumento
Inspirada en la Historia de la doncella Carcayona, ambientada en un imaginario reino medieval y narrada por un trovador, escenifica la obsesión que el rey Ordás siente por su hija adolescente Delgadina, a la que mantiene encerrada en un torreón en tanto que esta, en virtud de sus convicciones religiosas, se resiste a los avances incestuosos del padre.

## Producción
Estrenada en el Teatro Palacio del Progreso de Madrid, el 19 de agosto de 1983, dirigida por el propio Fernán Gómez e interpretada por José Luis Pellicena (rey Ordás), Inma de Santis (Delgadina), Emma Cohen (Amaranta de Padilla, amante del rey), José Pedro Carrión, Fernando Hilbeck, Eva Siva, Helena Fernán Gómez y Enrique Menéndez.